# Języki nambikuarańskie
Języki nambikuarańskie albo nhambicuara – rodzina języków w obrębie makrofyli ge-pano-karaibskiej. Obejmuje języki z Mato Grosso.

## Klasyfikacja
- Język sabane
- Języki kithãulhú
  - Język lakonde
  - Język latunde
  - Język mamaindé
- Języki mamaindê
  - Język nambikuara (nambiquara południowy)